# Zonia
Zonia là một chi bướm ngày thuộc họ Bướm nâu.